# Guildo Horn

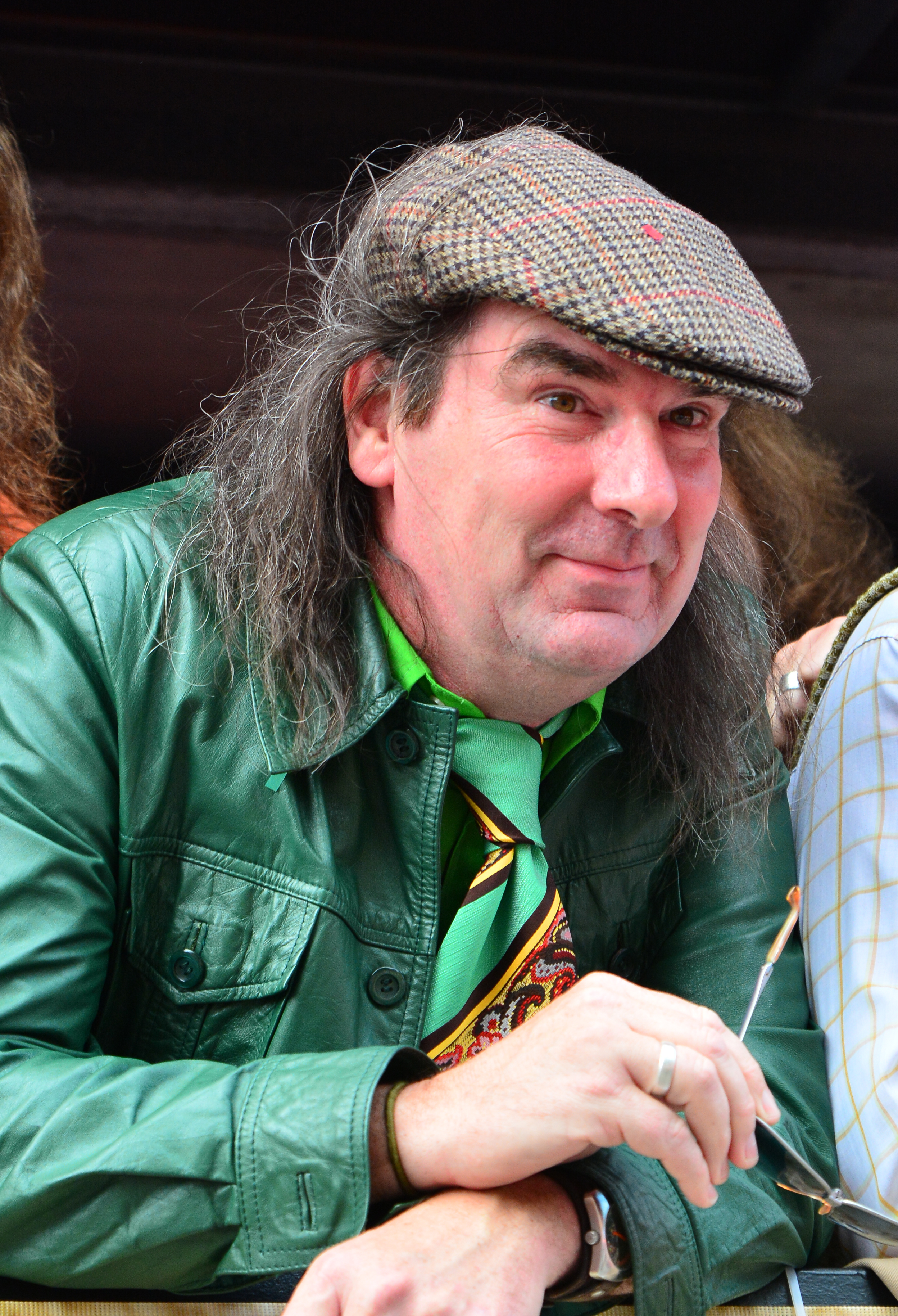
Guildo Horn (2015)

Guildo Horn (* 15. Februar 1963 als Horst Heinz Köhler in Trier) ist ein deutscher Schlagersänger, Moderator und Schauspieler. 1998 belegte er mit Guildo hat euch lieb! den 7. Platz beim Eurovision Song Contest.

## Privates

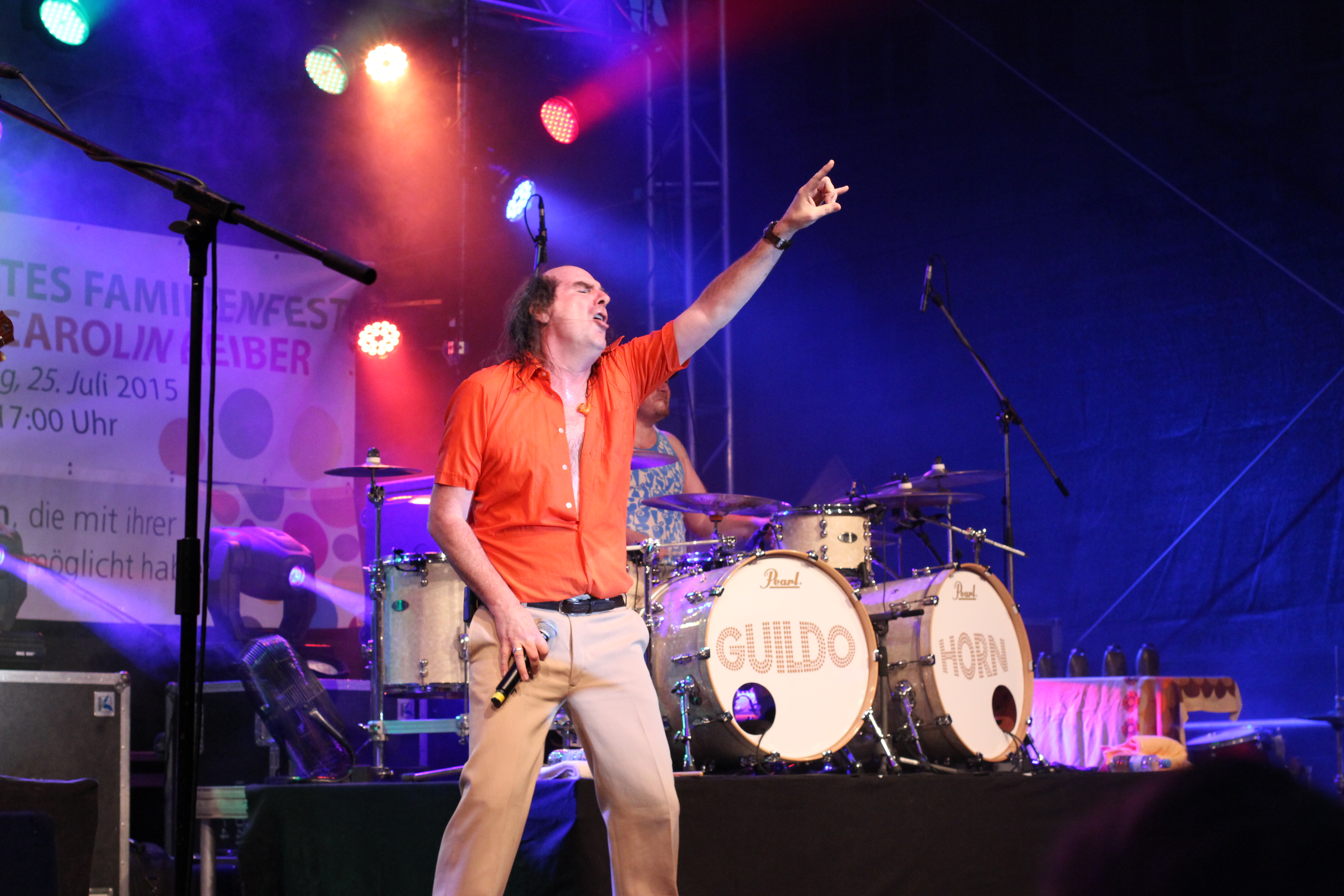
Guildo Horn (2015)

Er wurde 1963 in Trier als Sohn eines Hoch- und Tiefbauingenieurs und einer Hausfrau geboren. Er absolvierte nach dem Abitur am Auguste-Viktoria-Gymnasium Trier 1983 zunächst ein soziales Jahr in einer Lebenshilfe-Werkstatt für Menschen mit geistigen Behinderungen in Trier, studierte bis 1994 an der Universität Trier Pädagogik und schloss mit einer Arbeit über Die Befreiung von der Vernunft als Diplom-Pädagoge ab. Anschließend arbeitete er als Musiktherapeut bei der Trierer Lebenshilfe.
Horn hat aus erster Ehe mit Thekla Chabbi einen 1995 geborenen Sohn. Bis 2018 hieß Horn noch bürgerlich Horst Chabbi. Nach dem Ende dieser Ehe lebte er bis 2005 mit der Stuntfrau Tanja de Wendt zusammen. 2013 heiratete Horn seine langjährige Freundin Daniela, mit der er 2012 und 2018 Töchter bekam. Horn lebt in Much im Bergischen Land.

## Musiker

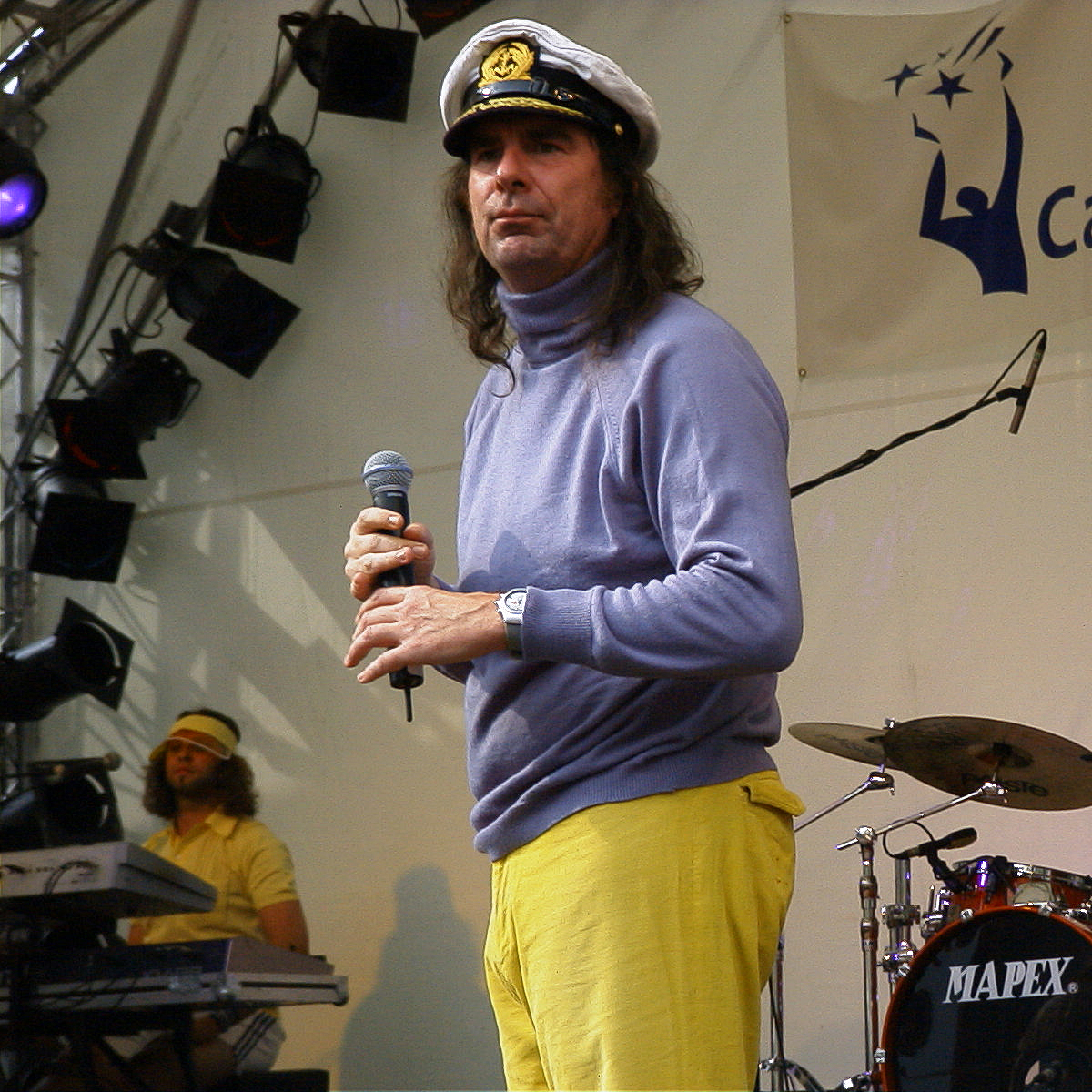
Guildo Horn (2003)

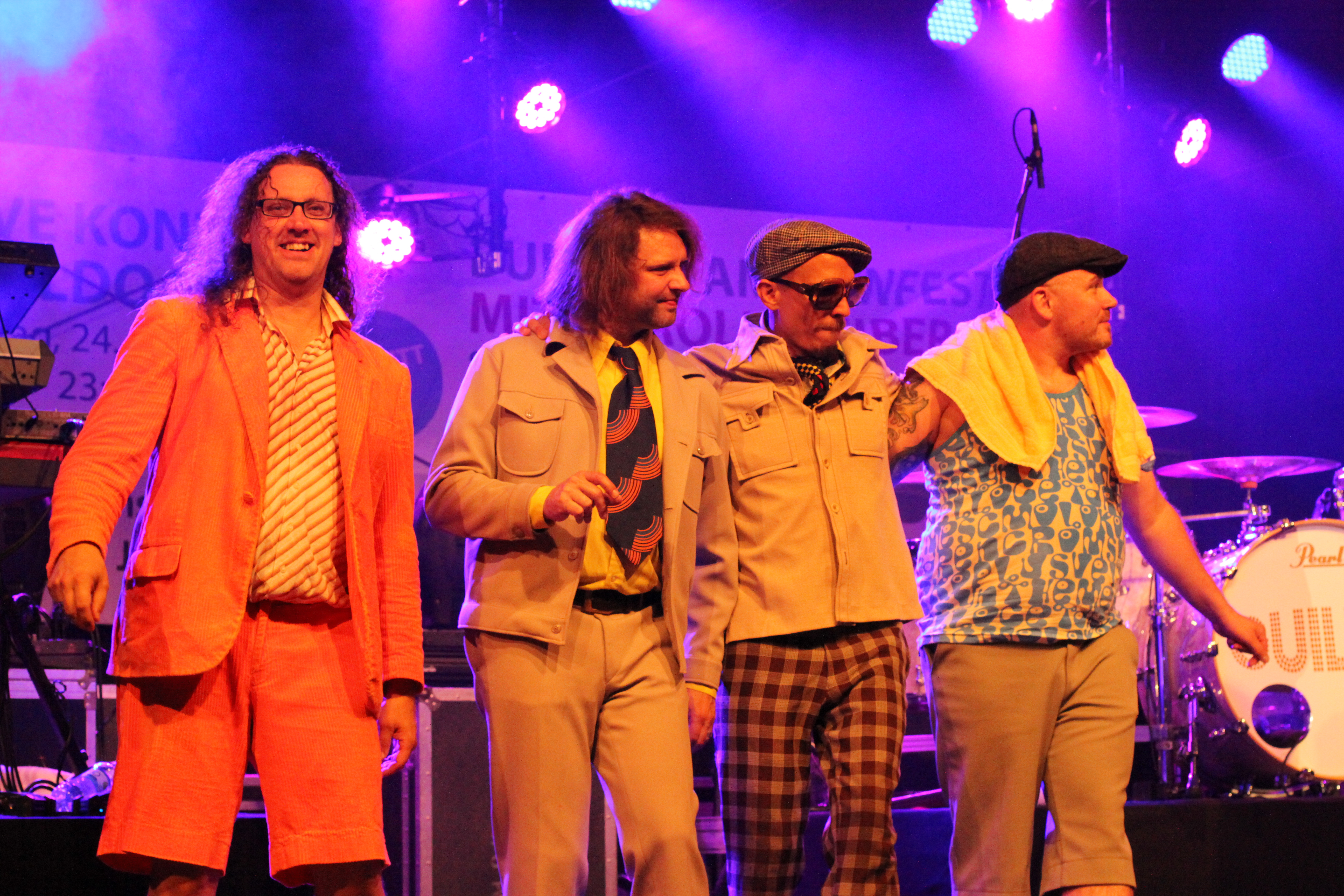
Guildo Horns Band „Orthopädische Strümpfe“ (2015)

Horn begann 1991 in Trier als Schlagersänger. Von Oktober 1992 bis 1994 trat er fast jeden Sonntagabend mit ironisch gefärbten Schlagertexten im Kölner Musikclub Luxor auf. 1994 sang er zum ersten Mal in der ZDF-Hitparade, wo er den dritten Platz belegte. Er tourte durch Deutschland und trat auch auf dem Musikfestival Rock am Ring auf.
Erfolgreich war er mit seiner Gruppe Die Orthopädischen Strümpfe. 1998 trat er mit dem Titel Guildo hat euch lieb! beim Eurovision Song Contest für Deutschland an. Geschrieben wurde der Song von Stefan Raab unter dem Pseudonym „Alf Igel“ – ein Verweis auf den Schlagerproduzenten Ralph Siegel. Horn belegte den siebten Platz. Sein damaliger Medienmanager Johannes Kram gilt als entscheidend mitverantwortlich für den Medienhype um Horn und das damit einhergegangene Revival des Eurovision Song Contest in Deutschland.
Bei Konzerten tritt er – oft außergewöhnlich gekleidet – mit dem Publikum in Interaktion. Einige seiner Hits sind Coverversionen klassischer internationaler Hits überwiegend anderer Stilrichtungen. So wurde aus How Deep Is Your Love von den Bee Gees Ich mag Steffi Graf, aus I Love Rock ’n’ Roll wurde Ich find Schlager toll, und Das schönste Lied kennt Guildo Horn ist eine Coverversion von Up Where We Belong.
Beim Sommerfest im Oberhausener Einkaufszentrum CentrO, bei „Bierbörsen“ im Rheinland und beim Trierer Altstadtfest tritt er regelmäßig auf und ist fester Bestandteil des Programms. In der Europahalle Trier veranstaltet er seit 1994 jährlich am 23. Dezember ein Weihnachtskonzert. Im Frühjahr 2021 nahm er als Stier an der vierten Staffel der ProSieben-Sendung The Masked Singer teil und belegte den sechsten Platz. 2024 ehrte die MVG Trier Messe- und Veranstaltungsgesellschaft mbH Guildo Horn mit dem Sold-Out-Award.

## Schauspieler
1997 spielte Horn in zwei Folgen der RTL-Daily Soap Unter uns mit. 1997 hatte er in dem Kinofilm Das erste Semester eine kleine Gastrolle. 1999 spielte er in Waschen, Schneiden, Legen die Hauptrolle des Frisörs Toni Schatz. Der Film erntete überwiegend schlechte Kritiken und fand mit 18.000 Zuschauern auch nur mäßigen Anklang. Im Fernsehen hatte er anschließend eine Gastrolle in der Gerichtsshow Streit um drei.
Weiterhin hatte Horn Engagements in Operetten (so etwa bei den Antikenfestspielen Trier) und Auftritte in Fernsehsendungen. Im Jahr 2003 spielte er am Theatro Centro in Oberhausen zur Vorweihnachtszeit in Aufführungen des Musicals Vom Geist der Weihnacht von Charles Dickens die Rolle des Geistes. In dem 2003 erschienenen Computerspiel Rayman 3: Hoodlum Havoc lieh er der Figur Globox seine Stimme.
2005 spielte Horn am Essener Aalto-Theater im Musical Kiss Me, Kate mit. Im November 2005 erschien eine Maxi-CD mit vier rockigen Weihnachtssongs mit dem Titel Die Rocky Horny Weihnachtsshow. Im Januar 2006 übernahm Horn am Theater Trier die Hauptrolle in der Neuinszenierung des Musicals Paradise of Pain von Frank Nimsgern. Im Frühjahr desselben Jahres spielte Horn zusammen mit Obel und Tom Zahner am Capitol Theater Düsseldorf das Live-Comedy-Programm Shakespeares sämtliche Werke (leicht gekürzt). Im November 2007 in Singen und 2008 in Trier trat Horn in der an Mozarts Don Giovanni angelehnten Opernadaption Leporellos Tagebücher auf. Darin spielte und sang er die Titelrolle von Don Giovannis Diener Leporello, was von der Presse positiv aufgenommen wurde.
Ebenfalls 2007 nahm Horn an der zweiten Staffel der RTL-Tanzshow Let’s Dance teil. Mit seiner Partnerin Motsi Mabuse belegte er dabei den sechsten Platz. In der Episode Vier in einem Boot der ARD-Fernsehserie In aller Freundschaft vom Dezember 2010 hatte er eine Nebenrolle als Lebemann, und 2011 spielte er in der Episode Playback der ZDF-Serie SOKO Köln einen Journalisten. Im Theater Hagen war Horn 2012, 2013 und 2016 als Riff-Raff in The Rocky Horror Show zu Gast. 2011 und 2012 präsentierten Guildo Horn & die Orthopädischen Strümpfe Die Weihnachtsshow auf der Hagener Bühne. 2015 spielte er in Nussknacker und Mausekönig die Rolle des Butlers Alfred.

## Moderator
Im Juli 2006 moderierte Horn im SWR die Sendung Guildo und seine Gäste. Im Mittelpunkt dieses neuen Talkshowformats standen Menschen mit geistiger Behinderung, mit denen Horn Gespräche über Themen der jeweils vergangenen Woche führte. Das Format wurde nach den ersten beiden Staffeln 2007 mit zehn weiteren Folgen fortgesetzt.
Für diese Talksendung wurden Horn und der Sender SWR im November 2006 mit dem BG Paralympic Media Award 2006 ausgezeichnet und waren dafür im Januar 2007 und 2009 auch für den Adolf-Grimme-Preis nominiert. Im März 2007 wurde Horn auch mit dem Medienpreis der Bundesvereinigung Lebenshilfe für Menschen mit geistiger Behinderung „Bobby“ ausgezeichnet. Seit Mai 2021 moderiert er samstags bei WDR 4 die Neuauflage der Sendung Diskothek im WDR.

## Trivia
- Horn ist offizieller Unterstützer der LSVD-Aktion EinszuEins, die sich für die Gleichstellung von Lebenspartnerschaften einsetzt.
- Zusammen mit Trampolin-Olympiasiegerin Anna Dogonadze und Fußballschiedsrichter Markus Merk gehörte er zum Team der WM-Botschafter des Landes Rheinland-Pfalz für die Fußball-WM 2006 in Deutschland.
- Horn brachte zu seinen Konzerten Nussecken mit, die seine Mutter gebacken hatte und die er an die Besucher verteilte.[12]
- Seit 2018 ist er Träger des Eselordens der Stadt Wesel.[13]
- Die Kunstfigur Guildo Horn ist nach eigenen Angaben zehn Jahre älter als er selbst.[14]

## Diskografie

### Alben
| Jahr | Titel                         | Höchstplatzierung, Gesamtwochen, AuszeichnungChartplatzierungen (Jahr, Titel, Platzierungen, Wochen, Auszeichnungen, Anmerkungen) | Höchstplatzierung, Gesamtwochen, AuszeichnungChartplatzierungen (Jahr, Titel, Platzierungen, Wochen, Auszeichnungen, Anmerkungen) | Anmerkungen                                                            |
| Jahr | Titel                         | DE | AT | Anmerkungen                                                            |
| ---- | ----------------------------- | --- | --- | ---------------------------------------------------------------------- |
| 1995 | Sternstunden der Zärtlichkeit | DE100 (1 Wo.)DE | — | Erstveröffentlichung: 16. November 1995 Charteinstieg erst im Mai 1998 |
| 1997 | Danke!                        | DE3 Gold · (31 Wo.)DE | AT29 (5 Wo.)AT | Erstveröffentlichung: 1997                                             |
| 1999 | Schön!                        | DE64 (1 Wo.)DE | — | Erstveröffentlichung: 18. Oktober 1999                                 |
| 2002 | Der König der Möwen           | DE99 (1 Wo.)DE | — | Erstveröffentlichung: 27. Mai 2002                                     |

Weitere Alben
- 1992: Rückkehr nach Mendocino
- 2003: Guildo Horn Featuring Pomp & Brass
- 2005: Die Rocky Horny Weihnachtsshow
- 2005: Essential
- 2008: Schlager & Stars
- 2008: Erhebet die Herzen
- 2010: 20 Jahre Zärtlichkeit
- 2012: Weihnachtsfestival der Liebe
- 2014: Schlager Unser
- 2018: Strumpf ist Trumpf

### Singles
| Jahr | Titel Album                                          | Höchstplatzierung, Gesamtwochen, AuszeichnungChartplatzierungen (Jahr, Titel, Album, Platzierungen, Wochen, Auszeichnungen, Anmerkungen) | Höchstplatzierung, Gesamtwochen, AuszeichnungChartplatzierungen (Jahr, Titel, Album, Platzierungen, Wochen, Auszeichnungen, Anmerkungen) | Höchstplatzierung, Gesamtwochen, AuszeichnungChartplatzierungen (Jahr, Titel, Album, Platzierungen, Wochen, Auszeichnungen, Anmerkungen) | Anmerkungen                        |
| Jahr | Titel Album                                          | DE | AT | CH | Anmerkungen                        |
| ---- | ---------------------------------------------------- | --- | --- | --- | ---------------------------------- |
| 1996 | Ich find Schlager toll Sternstunden der Zärtlichkeit | DE96 (1 Wo.)DE | — | — | Erstveröffentlichung: 1996         |
| 1998 | Guildo hat euch lieb! Danke!                         | DE4 (16 Wo.)DE | AT37 (1 Wo.)AT | CH17 (4 Wo.)CH | Erstveröffentlichung: 2. März 1998 |
| 1999 | Berlin Schön!                                        | DE82 (1 Wo.)DE | — | — | Erstveröffentlichung: 1999         |

## Veröffentlichungen
- Doppelich. Die andere Seite des Horst Köhler. Autobiographie, Gütersloher Verlagshaus, Gütersloh 2008, ISBN 3-579-06990-X.
- Danke! Der Meister plaudert aus dem Nähkästchen. Guildo Horn mit Johannes Kram und Roland Schwinn. Econ-Taschenbuch-Verlag, München 1998, ISBN 3-612-26421-4, 181 S.